# Chocophorus alternaria
Chocophorus alternaria är en fjärilsart som beskrevs av Philipp Christoph Zeller 1874. Chocophorus alternaria ingår i släktet Chocophorus och familjen fjädermott. Inga underarter finns listade i Catalogue of Life.

## Bildgalleri

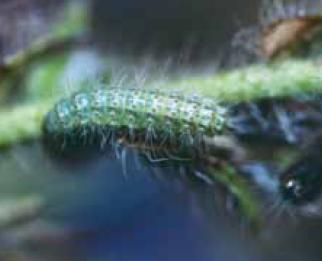
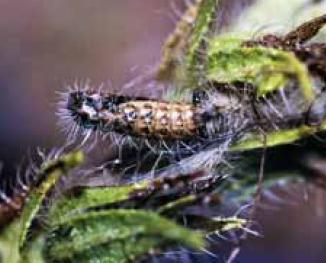
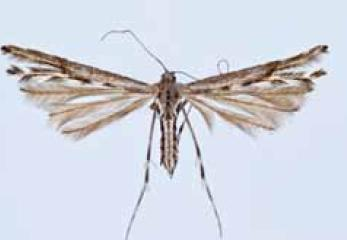